# Thierry d'Amiens
Thierry d'Amiens était un prélat catholique qui fut évêque d'Amiens de 1144 à 1164.

## Biographie
Thierry est un moine bénédictin de l'Abbaye de Saint-Nicolas-aux-Bois, dans le diocèse de Laon puis abbé de l'Abbaye Saint-Éloi de Noyon avant de devenir évêque d'Amiens en 1144.
En 1145, il érigea la communauté de chanoines de Saint-Acheul à Amiens, en abbaye.
En 1146, l'abbé Suger tenta sans succès de le faire participer à la deuxième croisade et lui reprocha d'avoir accordé des sacrements à Robert de Boves, dont la cruauté était connue de tous. Le pape Eugène III lui reprochait d'avoir assisté au couronnement du roi Louis VII, le 25 décembre 1137, à Bourges alors frappé d'Interdit. Thierry fut alors appelé à Rome pour s'expliquer sur sa conduite.
En 1147, il assista à la dédicace de l'Abbaye de Saint-Quentin-en-l'Isle à Saint-Quentin. En 1148, il assista au concile de Reims présidé par le pape Eugène III. Lors de ce concile, furent condamnées les positions doctrinales de Gilbert de La Porrée, évêque de Poitiers, sur le mystère de la Trinité.   
En 1157, Thierry assista à Noyon, à l'élévation du corps de saint Eloi.
Il mourut en novembre 1164 et fut inhumé dans l'abbaye Saint-Martin-aux-Jumeaux d'Amiens.